# Костадин Боруджиев
Костадин Г. Боруджиев е български революционер, одрински деец на Вътрешната македоно-одринска революционна организация.

## Биография
Боруджиев е роден в град Бунархисар, тогава в Османската империя. Братовчед е на Георги Боруджиев. Влиза във ВМОРО и в 1899 година, когато Христо Настев основава околийски революционен комитет в града. В 1900 година е арестуван при Керемидчиоглувата афера, измъчван и заточен в Акия. Освободен е след амнистията от 1904 година.